# Mateo Bruguera

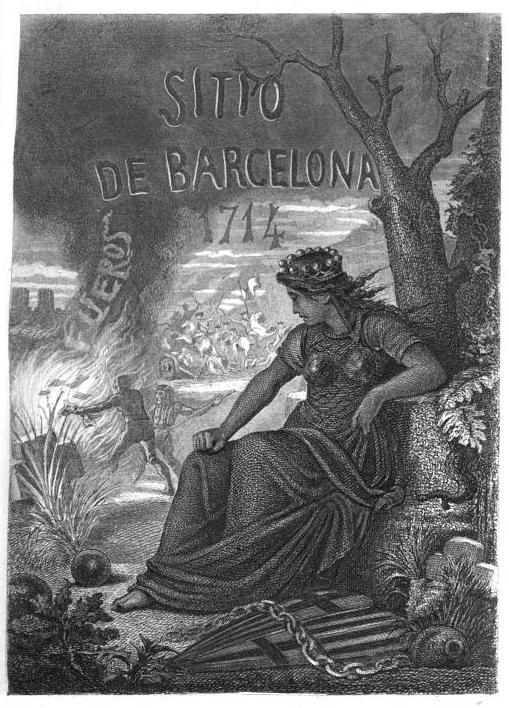
Portada de la edición en dos volúmenes de Historia del memorable sitio y bloqueo de Barcelona y heroica defensa de los fueros y privilegios de Cataluña en 1713-1714 del canónigo carlista Mateo Bruguera.

Mateo Bruguera Lladó (Mataró, 1818 — Barcelona, 28 de noviembre de 1882) historiador y eclesiástico español vinculado al carlismo. 

## Biografía
En 1867 ingresó en la Real Academia de las Buenas Letras de Barcelona. Entre sus obras destacan Cronicón de Barcelona. Historia de la invicta y memorable bandera de Santa Eulalia (1861), Historia general de la religiosa y militar orden de los caballeros del Temple (1882). 
Su obra más importante fue la dedicada al sitio de Barcelona de 1714, publicada durante la ofensiva carlista contra el Sexenio revolucionario (1868-1874); en 1870 Narciso Blanch publicó su libro Fueros de Cataluña, seguida por el canónigo Mateo Bruguera con Historia del memorable sitio y bloqueo de Barcelona y heroica defensa de los fueros y privilegios de Cataluña en 1713-1714. Dicha obra fue publicada en fascículos durante 1871 y 1872, posteriormente editada en dos volúmenes, y en la que usó por primera vez el manuscrito inédito del austracista Francisco de Castellví y Obando. 
Poco después, el mismo año de 1872, se publicó en Barcelona un panfleto anónimo llamado Los catalans y sos furs. Llibret dictat per un fill de la terra, todo él escrito en catalán, en un tono agresivo que contiene una apología de la lengua catalana, radicales muestras de odio contra Castilla como opresora y expoliadora de Cataluña, un canto a las glorias catalanas medievales, y una reivindicación de las libertades perdidas ante los franceses, el orgullo de los catalanes por ser españoles, y un militante catolicismo. 
Por el mismo tiempo se publicaba en Gerona el periódico que defendía dichas opiniones llamado El Rayo (1871-1872). Finalmente, en abril de 1872, el pretendiente carlista Carlos VII llamó a la sublevación publicando un manifiesto en el que se comprometía a restablecer los Fueros catalanes y estallaba la tercera guerra carlista. En cambio, en febrero de 1873 se proclamaba la Primera República Española, mientras los carlistas catalanes proclamaban en 1874 la restauración unilateral de la Generalidad de Cataluña, abolida por Felipe V en 1714.

## Obra
- Cronicón de Barcelona. Historia de la invicta y memorable bandera de Santa Eulalia (1861)
- Historia del memorable sitio y bloqueo de Barcelona y heroica defensa de los fueros y privilegios de Cataluña en 1713-1714 (1871-1872)
- Historia general de la religiosa y militar orden de los caballeros del Temple (1882)